# Andreas Voigt (Ökonom)
Andreas Heinrich Voigt (* 18. April 1860 in Flensburg; † 6. Dezember 1940 in Frankfurt am Main) war ursprünglich Mathematiker, später Professor für Wirtschafts- und Sozialwissenschaften. 

## Leben
Seine Dissertation an der Albert-Ludwigs-Universität Freiburg über die Algebra der Logik bei Ernst Schröder war eine der ersten zu diesem Bereich der wissenschaftlichen Logik überhaupt. Nach einer kurzen Tätigkeit als Gymnasiallehrer und Dozent für Elementarmathematik an der Technischen Hochschule Karlsruhe führte ihn sein ausgeprägtes sozialwissenschaftliches und sozialpolitisches Interesse zur Nationalökonomie, wenngleich er seine mathematischen Studien auch während seiner Forschung und Lehrtätigkeit in dem neuen Fachgebiet weiter fortsetzte. Vor allem die Grenzbereiche zwischen Mathematik, Logik und Philosophie beschäftigten ihn während seines gesamten Forscherlebens. Erst spät wurde die wissenschaftliche Bedeutung seiner logischen Arbeiten für die Geschichte der Logikforschung, vor allem im Zusammenhang mit seiner Kontroverse mit Edmund Husserl, erkannt. 
Als Geschäftsführer leitete er von 1896 bis 1903 das Institut für Gemeinwohl in Frankfurt am Main, das Wilhelm Merton ins Leben gerufen hatte, und war an der Gründung der Akademie für Sozial- und Handelswissenschaften und der Universität Frankfurt beteiligt. Mit der Gründung der Akademie 1901 wurde er dort Dozent für Wirtschaftswissenschaften und hatte den ersten Lehrstuhl für Wirtschaftliche Staatswissenschaften gemeinsam mit Ludwig Pohle und Paul Arndt an der neuen Frankfurter Universität von 1914 bis zu seiner Emeritierung im Jahr 1925 inne. Sein Lehrstuhl-Nachfolger wurde Karl Eman Pribram.

## Schriften
- Die Auflösung von Urtheilssystemen, das Eliminationsproblem und die Kriterien des Widerspruchs in der Algebra der Logik. Dissertation, Freiburg im Breisgau 1890
- Zahl und Mass in der Ökonomik: Eine kritische Untersuchung der mathematischen Methode und der mathematischen Preistheorie. In: Zeitschrift für die gesamte Staatswissenschaft. 1893, S. 577–609
- Die Akademie für Social- und Handelswissenschaften zu Frankfurt am Main. Eine Denkschrift vom Geschäftsführer des Instituts für Gemeinwohl. Frankfurt am Main 1899
- Kleinhaus und Mietkaserne. Eine Untersuchung der Intensität der Behausung vom wirtschaftlichen und hygienischen Standpunkt (gemeinsam mit dem Architekten Paul Geldner). Berlin 1905
- Die sozialen Utopien. Leipzig 1906
- Theorie der Zahlenreihen und der Reihengleichungen. Leipzig 1911 (Digitalisat)
- Das wirtschaftsfriedliche Manifest. Richtlinien zu einer zeitgemäßen Sozial- und Wirtschaftspolitik. Stuttgart 1921